# Nedabyle
Nedabyle är en ort i Tjeckien.   Den ligger i regionen Södra Böhmen, i den södra delen av landet, 130 km söder om huvudstaden Prag. Nedabyle ligger 465 meter över havet och antalet invånare är 256.
Terrängen runt Nedabyle är huvudsakligen platt, men norrut är den kuperad. Runt Nedabyle är det ganska tätbefolkat, med 62 invånare per kvadratkilometer. Närmaste större samhälle är České Budějovice, 5,9 km nordväst om Nedabyle. Omgivningarna runt Nedabyle är en mosaik av jordbruksmark och naturlig växtlighet.